# 1974 في النمسا
فيما يلي قوائم الأحداث التي وقعت خلال عام 1974 في النمسا.

## رياضة
- 25 أغسطس – بطولة أوروبا للألعاب المائية 1974

## برامج ومسلسلات وأنمي
- فيكي الفايكنج

## مواليد

### يناير
- 12 يناير – نينا برول ممثلة نمساوية.

### فبراير
- 15 فبراير – ألكساندر وورز
- 22 فبراير – ماركوس شوب لاعب كرة قدم نمساوي.

### أبريل
- 25 أبريل – اورسولا شتراوس ممثلة نمساوية.
- 26 أبريل – فيرنر إيشاوير لاعب كرة مضرب نمساوي.
- 29 أبريل – جوليان نول لاعب كرة مضرب نمساوي.

### مايو
- 30 مايو – بيتر روليك درّاج طريق نمساوي.

### يوليو
- 23 يوليو – مارتن اميرهاوسير لاعب كرة قدم نمساوي.

### سبتمبر
- 16 سبتمبر – ماريو هاس لاعب كرة قدم نمساوي.

## وفيات

### يناير
- 27 يناير – باولا لودفيج (مواليد 1900)

### فبراير
- 13 فبراير – هانز كماك (مواليد 1894)

### أبريل
- 24 أبريل – فرانز يوناس (مواليد 1899)

### يوليو
- 12 يوليو – كارل زيزتا (مواليد 1906) لاعب كرة قدم نمساوي.

### ديسمبر
- 8 ديسمبر – فرانز فاغنر (مواليد 1911)